# Euphorbia serpentini
Euphorbia serpentini là một loài thực vật có hoa trong họ Đại kích. Loài này được Novák mô tả khoa học đầu tiên năm 1924.